# Gros Dégueulasse (film)
Pour les articles homonymes, voir Gros Dégueulasse.
Pour plus de détails, voir Fiche technique et Distribution.
Gros Dégueulasse est une comédie dramatique française réalisée par Bruno Zincone et sortie en 1985.
Il s'agit de l'adaptation de la bande dessinée éponyme de Jean-Marc Reiser. Il met en vedette Maurice Risch dans le rôle du personnage-titre.

## Synopsis
Un homme gros et répugnant est rejeté par la société.

## Fiche technique
- Titre français : Gros dégueulasse
- Réalisation : Bruno Zincone
- Scénario : Reiser, d'après sa célèbre BD
- Musique : Yasuaki Shimizu
- Photographie : Max Monteillet
- Montage : Hélène Plemiannikov
- Lieux de tournage : Cannes et Hôtel Palm Beach à Saly Portudal (Sénégal)
- Décors : Luc Le Devehat et Jean-Baptiste Poirot
- Costumes : Laurence Brignon
- Producteur : Alain Siritzky
- Sociétés de production : AS Productions et Sara Films
- Pays d'origine :  France
- Sociétés de distribution : SFDI et Acteurs Auteurs Associés (France)
- Genre : comédie dramatique
- Format : Couleurs - 35mm
- Dates de sortie : 26 juin 1985 (France)
- Durée : 88 minutes
- Box-office France : 601 019 entrées

## Distribution
- Maurice Risch : Gros dégueulasse
- Valérie Mairesse : La fille à la voiture
- Martin Lamotte : Le maître-nageur
- Jackie Sardou : La marchande de fraises
- Marie-Pierre Casey : La dame en noir offusquée
- Gérard Hernandez : Le serveur couscous
- Florence Guérin : La seconde femme enceinte
- Régis Laspalès : L'agent
- Dora Doll : La serveuse choucroute
- France Dougnac : La jeune mère à la pharmacie
- Pascale Roberts : La femme dans les toilettes
- Françoise Dorner : La fille aux boucles d'oreilles
- Michel Muller : Le gardien du zoo
- Carole Brenner : La cliente du snack
- Maria Laborit : La femme BCBG
- Florence Blot : La vieille dame dans l'escalier
- Fabienne Berthaud : La première femme enceinte
- Pierre Castello : Le marchand de frites
- Max Fournel : L'homme BCBG
- José Gonel : L'aveuge
- Florence Raguideau : Une autre femme enceinte
- Michèle Gadeau : La femme caravane
- Jean Landier : Le vieux playboy
- André Arnaud : (voix)
- Nadia Bouzerara : Un enfant
- Marjorie Bryla :
- Annie Buffet :
- Marie Bunel :
- Amandine Grimault : Un enfant
- Sébastien Jourdan : Un enfant
- Caroline Lecoyer :
- Véronique Ledoux : Un enfant
- Guillaume Ledévéhat : Un enfant
- Céline Lepetit : Un enfant
- Sabine Lepetit : Un enfant
- Virginie Lepetit : Un enfant
- Florence Lion :
- Caroline Lorinet :
- Christine Mascaro :
- Laurence Monneret :
- Benjamin Pelletier : Un enfant
- Natacha Poltoratzky :
- Jean-Charles Rouse : Un enfant
- Johanne Sibony : Un enfant
- Ariane Stock :
- Dominique Séguin :
- Catherine Thierry :
- Florence Van Caermerbeke : Un enfant